# Giải vô địch bóng đá châu Âu 2016 (vòng loại bảng A)

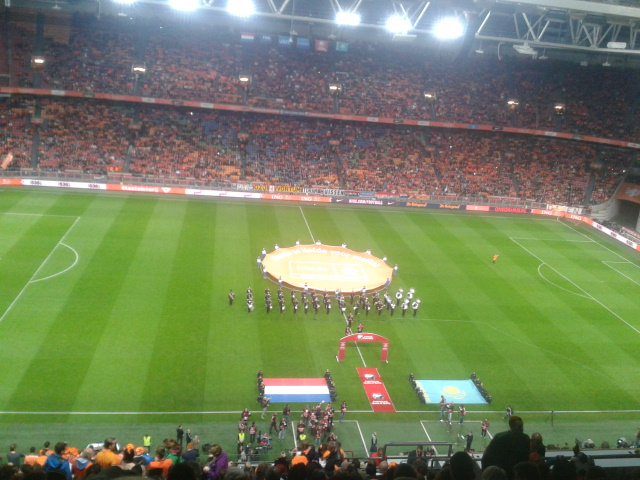
Trước trận đấu giữa Hà Lan – Kazakhstan

Dưới đây là kết quả các trận đấu trong khuôn khổ bảng A – vòng loại giải vô địch bóng đá châu Âu 2016. Bảng A bao gồm sáu đội: Hà Lan, Cộng hòa Séc, Thổ Nhĩ Kỳ, Latvia, Iceland, và Kazakhstan, thi đấu trong hai năm 2014 và 2015, theo thể thức lượt đi–lượt về, vòng tròn tính điểm, lấy hai đội đầu bảng tham gia vòng chung kết.

## Bảng xếp hạng
| VT | Đội          | ST | T | H | B | BT | BB | HS  | Đ  | Giành quyền tham dự            |     | Cộng hòa Séc | Iceland | Thổ Nhĩ Kỳ | Hà Lan | Kazakhstan | Latvia |
| -- | ------------ | -- | - | - | - | -- | -- | --- | -- | ------------------------------ | --- | ------------ | ------- | ---------- | ------ | ---------- | ------ |
| 1  | Cộng hòa Séc | 10 | 7 | 1 | 2 | 19 | 14 | +5  | 22 | Giành quyền vào vòng chung kết |     | —            | 2–1     | 0–2        | 2–1    | 2–1        | 1–1    |
| 2  | Iceland      | 10 | 6 | 2 | 2 | 17 | 6  | +11 | 20 | Giành quyền vào vòng chung kết |     | 2–1          | —       | 3–0        | 2–0    | 0–0        | 2–2    |
| 3  | Thổ Nhĩ Kỳ   | 10 | 5 | 3 | 2 | 14 | 9  | +5  | 18 | Giành quyền vào vòng chung kết |     | 1–2          | 1–0     | —          | 3–0    | 3–1        | 1–1    |
| 4  | Hà Lan       | 10 | 4 | 1 | 5 | 17 | 14 | +3  | 13 |                                |     | 2–3          | 0–1     | 1–1        | —      | 3–1        | 6–0    |
| 5  | Kazakhstan   | 10 | 1 | 2 | 7 | 7  | 18 | −11 | 5  |                                | 2–4 | 0–3          | 0–1     | 1–2        | —      | 0–0        |        |
| 6  | Latvia       | 10 | 0 | 5 | 5 | 6  | 19 | −13 | 5  |                                | 1–2 | 0–3          | 1–1     | 0–2        | 0–1    | —          |        |

## Các trận đấu
Lịch thi đấu của bảng A đã được quyết định sau cuộc họp tại Nice, Pháp vào ngày 23 tháng 2 năm 2014. Giờ địa phương là CET/CEST, như được liệt kê bởi UEFA (giờ địa phương trong ngoặc đơn).
| Kazakhstan | 0–0      | Latvia |
| ---------- | -------- | ------ |
|            | Chi tiết |        |

| Cộng hòa Séc             | 2–1      | Hà Lan      |
| ------------------------ | -------- | ----------- |
| Dočkal 22' · Pilař 90+1' | Chi tiết | De Vrij 55' |

| Iceland                                             | 3–0      | Thổ Nhĩ Kỳ |
| --------------------------------------------------- | -------- | ---------- |
| Böðvarsson 19' · G. Sigurðsson 76' · Sigþórsson 77' | Chi tiết |            |

| Latvia | 0–3      | Iceland                                           |
| ------ | -------- | ------------------------------------------------- |
|        | Chi tiết | G. Sigurðsson 66' · Gunnarsson 77' · Gíslason 90' |

| Hà Lan                                               | 3–1      | Kazakhstan  |
| ---------------------------------------------------- | -------- | ----------- |
| Huntelaar 62' · Afellay 82' · Van Persie 89' (ph.đ.) | Chi tiết | Abdulin 17' |

| Thổ Nhĩ Kỳ | 1–2      | Cộng hòa Séc           |
| ---------- | -------- | ---------------------- |
| Bulut 8'   | Chi tiết | Sivok 15' · Dočkal 58' |

| Kazakhstan            | 2–4      | Cộng hòa Séc                                     |
| --------------------- | -------- | ------------------------------------------------ |
| Logvinenko 84', 90+1' | Chi tiết | Dočkal 13' · Lafata 44' · Krejčí 56' · Necid 88' |

| Iceland                        | 2–0      | Hà Lan |
| ------------------------------ | -------- | ------ |
| G. Sigurðsson 10' (ph.đ.), 42' | Chi tiết |        |

| Latvia             | 1–1      | Thổ Nhĩ Kỳ |
| ------------------ | -------- | ---------- |
| Šabala 54' (ph.đ.) | Chi tiết | Kısa 47'   |

| Hà Lan                                                           | 6–0      | Latvia |
| ---------------------------------------------------------------- | -------- | ------ |
| Van Persie 6' · Robben 35', 82' · Huntelaar 42', 89' · Bruma 78' | Chi tiết |        |

| Cộng hòa Séc                            | 2–1      | Iceland       |
| --------------------------------------- | -------- | ------------- |
| Kadeřábek 45+1' · Böðvarsson 61' (l.n.) | Chi tiết | Sigurðsson 9' |

| Thổ Nhĩ Kỳ                         | 3–1      | Kazakhstan         |
| ---------------------------------- | -------- | ------------------ |
| Yılmaz 26' (ph.đ.), 29' · Aziz 83' | Chi tiết | Smakov 87' (ph.đ.) |

| Kazakhstan | 0–3      | Iceland                                  |
| ---------- | -------- | ---------------------------------------- |
|            | Chi tiết | Guðjohnsen 20' · B. Bjarnason 32', 90+1' |

| Cộng hòa Séc | 1–1      | Latvia           |
| ------------ | -------- | ---------------- |
| Pilař 90'    | Chi tiết | A. Višņakovs 30' |

| Hà Lan        | 1–1      | Thổ Nhĩ Kỳ |
| ------------- | -------- | ---------- |
| Huntelaar 90' | Chi tiết | Yılmaz 37' |

| Kazakhstan | 0–1      | Thổ Nhĩ Kỳ |
| ---------- | -------- | ---------- |
|            | Chi tiết | Turan 83'  |

| Iceland                         | 2–1      | Cộng hòa Séc |
| ------------------------------- | -------- | ------------ |
| Gunnarsson 60' · Sigþórsson 76' | Chi tiết | Dočkal 55'   |

| Latvia | 0–2      | Hà Lan                       |
| ------ | -------- | ---------------------------- |
|        | Chi tiết | Wijnaldum 67' · Narsingh 71' |

| Cộng hòa Séc   | 2–1      | Kazakhstan     |
| -------------- | -------- | -------------- |
| Škoda 74', 86' | Chi tiết | Logvinenko 21' |

| Hà Lan | 0–1      | Iceland                   |
| ------ | -------- | ------------------------- |
|        | Chi tiết | G. Sigurðsson 51' (ph.đ.) |

| Thổ Nhĩ Kỳ | 1–1      | Latvia       |
| ---------- | -------- | ------------ |
| İnan 77'   | Chi tiết | Šabala 90+1' |

| Latvia      | 1–2      | Cộng hòa Séc               |
| ----------- | -------- | -------------------------- |
| Zjuzins 73' | Chi tiết | Limberský 13' · Darida 25' |

| Thổ Nhĩ Kỳ                          | 3–0      | Hà Lan |
| ----------------------------------- | -------- | ------ |
| Özyakup 8' · Turan 26' · Yılmaz 86' | Chi tiết |        |

| Iceland | 0–0      | Kazakhstan |
| ------- | -------- | ---------- |
|         | Chi tiết |            |

| Iceland                           | 2–2      | Latvia                 |
| --------------------------------- | -------- | ---------------------- |
| Sigþórsson 5' · G. Sigurðsson 27' | Chi tiết | Cauņa 49' · Šabala 68' |

| Kazakhstan | 1–2      | Hà Lan                       |
| ---------- | -------- | ---------------------------- |
| Kuat 90+6' | Chi tiết | Wijnaldum 33' · Sneijder 50' |

| Cộng hòa Séc | 0–2      | Thổ Nhĩ Kỳ                        |
| ------------ | -------- | --------------------------------- |
|              | Chi tiết | İnan 62' (ph.đ.) · Çalhanoğlu 79' |

| Latvia | 0–1      | Kazakhstan |
| ------ | -------- | ---------- |
|        | Chi tiết | Kuat 65'   |

| Hà Lan                         | 2–3      | Cộng hòa Séc                                      |
| ------------------------------ | -------- | ------------------------------------------------- |
| Huntelaar 70' · Van Persie 83' | Chi tiết | Kadeřábek 24' · Šural 35' · Van Persie 66' (l.n.) |

| Thổ Nhĩ Kỳ | 1–0      | Iceland |
| ---------- | -------- | ------- |
| İnan 89'   | Chi tiết |         |

## Danh sách cầu thủ ghi bàn
6 bàn
- Gylfi Sigurðsson

5 bàn
- Klaas-Jan Huntelaar

4 bàn
- Bořek Dočkal
- Burak Yılmaz

3 bàn
- Kolbeinn Sigþórsson
- Yuriy Logvinenko
- Valērijs Šabala
- Robin van Persie
- Selçuk İnan

2 bàn
- Pavel Kadeřábek
- Václav Pilař
- Milan Škoda
- Birkir Bjarnason
- Aron Gunnarsson
- Islambek Kuat
- Arjen Robben
- Georginio Wijnaldum
- Arda Turan

1 bàn
- Vladimír Darida
- Ladislav Krejčí
- David Lafata
- David Limberský
- Tomáš Necid
- Tomáš Sivok
- Josef Šural
- Jón Daði Böðvarsson
- Rúrik Gíslason
- Eiður Guðjohnsen
- Ragnar Sigurðsson
- Rinat Abdulin
- Samat Smakov
- Aleksandrs Cauņa
- Aleksejs Višņakovs
- Artūrs Zjuzins
- Ibrahim Afellay
- Jeffrey Bruma
- Stefan de Vrij
- Luciano Narsingh
- Wesley Sneijder
- Serdar Aziz
- Umut Bulut
- Hakan Çalhanoğlu
- Bilal Kısa
- Oğuzhan Özyakup

phản lưới nhà

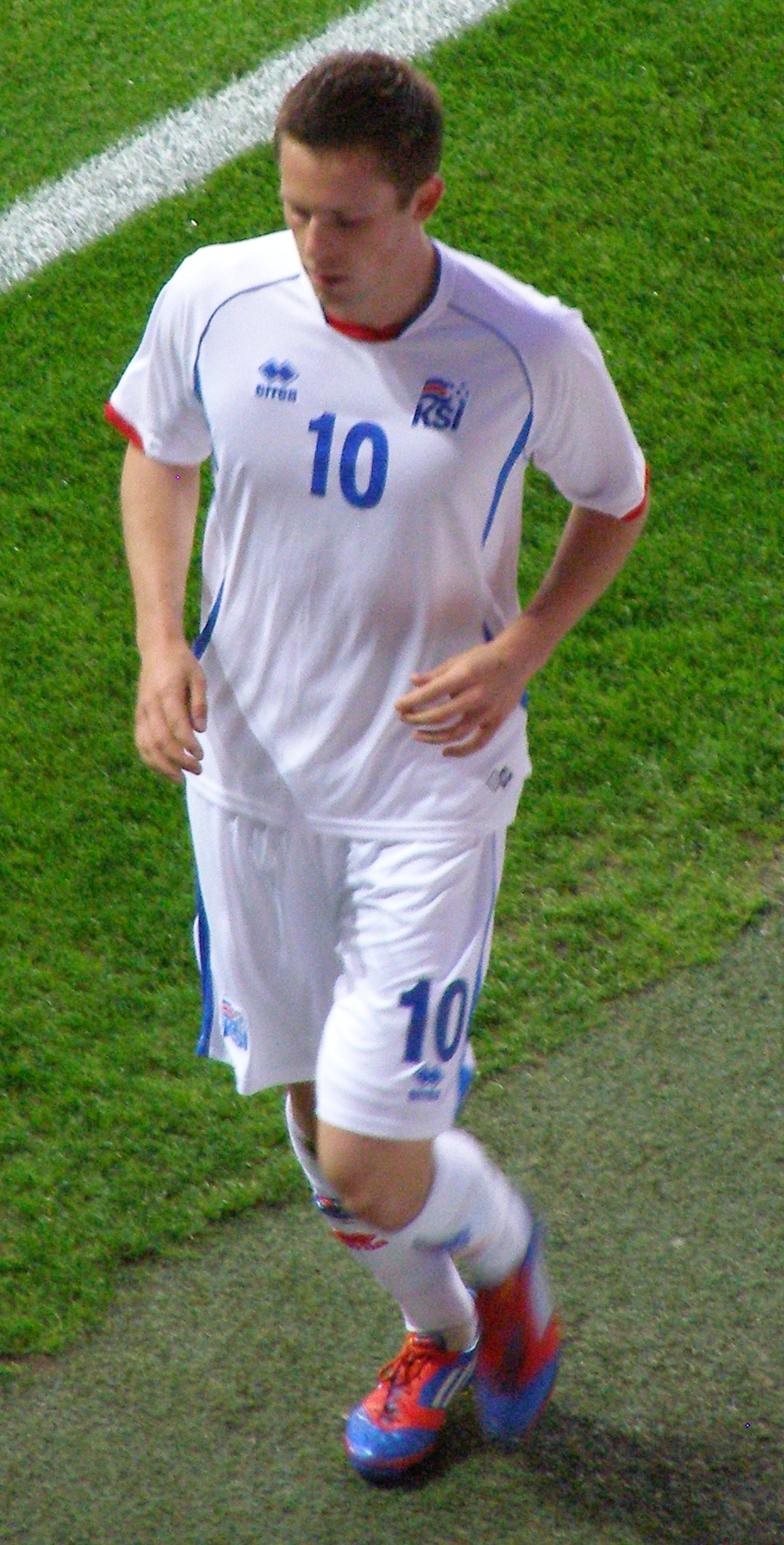
Tiền vệ Gylfi Sigurðsson cuar Iceland dẫn đầu danh sách với 6 bàn thắng

- Hannes Þór Halldórsson (trận gặp Cộng hòa Séc)
- Robin van Persie (trận gặp Cộng hòa Séc)

## Kỷ luật
Một cầu thủ được tự động bị treo giò trận tới những tội sau đây:
- Nhận thẻ đỏ (hệ thống treo thẻ đỏ có thể được mở rộng cho tội phạm nghiêm trọng)
- Nhận ba thẻ vàng trong ba trận đấu khác nhau, cũng như sau khi thứ năm và bất kỳ thẻ vàng sau (hệ thống treo thẻ vàng được chuyển sang vòng play-off, nhưng không phải là trận chung kết hoặc bất kỳ trận đấu quốc tế khác trong tương lai)

Các hệ thống treo sau đã (hoặc sẽ) phục vụ trong các trận đấu vòng loại:
| Đội          | Cầu thủ              | Vi phạm | Bị treo giò trận đấu                                                                                      |
| ------------ | -------------------- | --- | --- |
| Cộng hòa Séc | Bořek Dočkal         | v Iceland (16 tháng 11 năm 2014) · v Latvia (28 tháng 3 năm 2015) · v Thổ Nhĩ Kỳ (10 tháng 10 năm 2015)    | v Hà Lan (13 tháng 10 năm 2015)                                                                           |
| Iceland      | Aron Gunnarsson      | v Kazakhstan (6 tháng 9 năm 2015)                                                                          | v Latvia (10 tháng 10 năm 2015)                                                                           |
| Kazakhstan   | Bauyrzhan Dzholchiev | v Hà Lan (10 tháng 10 năm 2014)                                                                            | v Cộng hòa Séc (13 tháng 10 năm 2014) v Thổ Nhĩ Kỳ (16 tháng 10 năm 2014) v Iceland (28 tháng 3 năm 2015) |
| Kazakhstan   | Dmitri Shomko        | v Hà Lan (10 tháng 10 năm 2014) · v Thổ Nhĩ Kỳ (12 tháng 6 năm 2015) · v Cộng hòa Séc (3 tháng 9 năm 2015) | v Iceland (6 tháng 9 năm 2015)                                                                            |
| Latvia       | Artjoms Rudņevs      | v Iceland (10 tháng 10 năm 2014)                                                                           | v Thổ Nhĩ Kỳ (13 tháng 10 năm 2014)                                                                       |
| Latvia       | Gints Freimanis      | v Thổ Nhĩ Kỳ (13 tháng 10 năm 2014)                                                                        | v Hà Lan (16 tháng 10 năm 2014)                                                                           |
| Hà Lan       | Bruno Martins Indi   | v Iceland (3 tháng 9 năm 2015)                                                                             | v Thổ Nhĩ Kỳ (6 tháng 9 năm 2015)                                                                         |
| Hà Lan       | Gregory van der Wiel | v Thổ Nhĩ Kỳ (28 tháng 3 năm 2015) · v Iceland (3 tháng 9 năm 2015) · v Thổ Nhĩ Kỳ (6 tháng 9 năm 2015)    | v Kazakhstan (10 tháng 10 năm 2015)                                                                       |
| Thổ Nhĩ Kỳ   | Ömer Toprak          | v Iceland (9 tháng 9 năm 2014)                                                                             | v Cộng hòa Séc (10 tháng 10 năm 2014)                                                                     |
| Thổ Nhĩ Kỳ   | Arda Turan           | v Iceland (9 tháng 9 năm 2014) · v Latvia (13 tháng 10 năm 2014) · v Kazakhstan (16 tháng 11 năm 2014)     | v Hà Lan (28 tháng 3 năm 2015)                                                                            |